# 霍蘭德 (愛荷華州)
霍蘭德（英語：Holland）是一個位於美國愛荷華州格蘭迪縣的城市。

## 地理
霍蘭德的座標為42°23′59″N 92°47′58″W / 42.39972°N 92.79944°W，而該地的平均海拔高度為306米（即1001英尺）。

## 人口
根據2010年美國人口普查的數據，霍蘭德的面積為0.65平方千米，當中陸地面積為0.65平方千米，而水域面積為0.00平方千米。當地共有人口282人，而人口密度為每平方千米433人。